# 周韦彤
周韦彤（英語：Cica, WeiTong，1982年8月26日—），本名周娜，又稱作周偉童，水族人，是一位中国模特兒及演員。

## 生平
出生于中國貴州省黔东南州，先後於日本、台灣發展。與前夫林狄迪（Dave Lin）2002年在拍攝手機廣告時認識，2006年於香港註冊結婚。

## 獎項
- 2000年第六届「中国模特之星大赛」冠军及最受欢迎模特
- 2000-2001年度「中国十佳职业时装模特」

## 演出作品

### 電視劇
- 2003年《夏日里的春天》 饰 妙歌
- 2004年《天地真情》 饰 刘曼
- 2006年《朋友的朋友是朋友》
- 2009年《安与安寻》饰 白可可
- 2013年《全民公主》饰 何敏
- 2013年《钱多多炼爱记》饰 于春花
- 2014年《四大萌捕》(网剧)
- 2015年《向着幸福前进》饰 安琪
- 2015年《屌丝男士4》(网剧) 饰 夜店女(客串)

### 综艺节目
- 2013年 中国星跳跃 參與者
- 2014年 极速前进1 參賽者
- 2014年 明星家族的2天1夜
- 2015年 女神新装
- 2017年 吐槽大会

### 電影
- 2005年《大荒野》 饰 赵岚
- 2006年《爱的是你》饰 女主角馨雨
- 2009年《决战刹马镇》饰 女保镖
- 2010年《爱情维修站》饰 陈小芳
- 2010年《80後》 饰 星辰妈妈
- 2011年《密室之不可靠岸》
- 2011年《Z-108弃城 》
- 2011年《光棍终结者》
- 2012年《请叫我英雄》 饰 Lucy
- 2013年《全民目击》 饰 杨丹
- 2014年《城市游戏》 饰 玛嘉
- 2016年《同城邂逅》 饰 王妍
- 2016年《轩辕大帝》 饰 元妃嫘祖
- 2016年《情况不妙》 饰 Lily
- 2016年《异性合租的往事》 饰 夏雪儿
- 2017年《玩命试爱》 饰 菁菁
- 2019年《愛情日記》(網絡電影) 饰 唐菲菲
- 2020年《血鲨1》(網絡電影)饰 齐幻
- 2021年《长安伏妖》
- 2021年《合法伴侣》
- 2021年《世上只有妈妈好》
- 2023年《惊天侠盗团》(網絡電影)
- 2025年《尖峰对决》(網絡電影)(2020年拍攝)  饰 木瑶/木玲
- 待上映《我想静静》

### 短片
- 2008年 《八方解码》 导演：冯德伦

### MV
徐良《女騎士》

## 写真
- 摄影：野村诚一（N/S EYES 野村诚一写真馆）

2009年10月5日 N/S EYES SF-547
2009年10月12日 N/S EYES SF-548
- 2010年9月3日 Cica写真集「Cica loves YOU!」（ISBN 978-4087805819、集英社）
- 2014年9月27日 周韋彤 / 祕境 - 時尚女王版 寫真書附DVD 美妙音樂出版
- 2014年9月27日 周韋彤 / 祕境 – 典雅女神版 寫真書附DVD 美妙音樂出版

## 廣告及代言

### 广告
- 周大福珠宝代言人
- 韩国旭日化妆品代言人
- 愛國者MP3代言人
- 雪竹内衣
- 摩托罗拉V680手机
- 护舒宝卫生巾
- 李锦记生抽
- 樱花牌花撤
- 可口可乐健怡
- 雀巢霜淇淋
- 嘉陵摩托车
- 诺基亚手机
- 新世界房地产
- 莱依婷洗发水
- 露得清
- 小天鹅洗衣机
- 三花栢寧高鈣奶粉

### 公益代言
- 赴俄羅斯為北京申奧做宣傳
- 中国健康协会公益广告
- 中国第一大宅男美女

## 外部連結
- 周韦彤的新浪博客
- 周韦彤的新浪微博
- Cica's FANTASY WORLD - スタ☆ブロ （日語）
- Cica Zhou (Cicazhou826) （页面存档备份，存于） - Twitter （日語）
- 周韋彤官方Facebook（页面存档备份，存于）